# Agence de sécurité nationale (Monténégro)
L’Agence de sécurité nationale (en monténégrin : Agencija za Nacionalnu Bezbjednost, ANB) est le service de renseignement du Monténégro. Son quartier général est situé à Podgorica.
Il collecte tout renseignement sur les menaces potentielles, les plans et les intentions d’organisations, de groupes ou d’individus dont les activités sont contraires à l’intégrité territoriale, la sécurité et l’ordre public garanti par la Constitution du Monténégro.

## Source
- (en) Cet article est partiellement ou en totalité issu de l’article de Wikipédia en anglais intitulé « National Security Agency (Montenegro) » (voir la liste des auteurs).